# 서태석 (골프 선수)
서태석(2007년 3월 3일 ~ )은 대한민국의 초등 골프 선수이다. 2010년 3세에 골프를 시작하였다. 2014년(초등1년)부터 대회에 출전하였고 2018년까지 12회 우승하였다. 2019년 경기도대표로 선출되었으며 경기도내 4개 대회를 모두 석권하여 그랜드슬램을 달성하였다.

## 대회 우승기록
- 2017    전국초등 덕신하우징배
- 2017    전국초등 넵스매치플레이 대회
- 2017    전국초등 녹색 드림배
- 2017    전국초등 문체부 장관배
- 2017    전국초등 협회장배
- 2017    전국초등 가누다배
- 2017    전국초등 2017 KYGA 선수권배
- 2018    전국초등 볼빅배
- 2018    전국초등 일요신문배
- 2018    전국초등 아리스토레배 힐스컬리지 국제대회
- 2019.3  제32회 경기도 도지사배 골프대회
- 2019.4  제33회 경기도 종합선수권 골프대회
- 2019.4  제21회 제주특별자치도지사배 주니어골프선수권대회
- 2019.5  2019 경기도의장배 성적
- 2019.5  2019 박카스배 SBSGOLF 전국시도학생골프팀선수권대회
- 2019.5  제48회 전국소년체육대회 골프부경기-단체전
- 2019.6  제31회 경기도협회장배 골프대회
- 2019.6  마스타전기차배 제7회 MBN골프대회
- 2019.7 제37회 한국주니어골프선수권대회[깨진 링크(과거 내용 찾기)]